# بیزنس (ترانه)
«بیزنس» (به انگلیسی: Business) عنوان ترانه‌ای از امینم، خواننده رپ آمریکایی است که در سال ۲۰۰۳ میلادی در ایالات متحده منتشر شد.